# Amotion
aMOTION – pierwsze wydawnictwo DVD amerykańskiej grupy muzycznej A Perfect Circle. Album ukazał się 16 listopada 2004 roku nakładem wytwórni muzycznej Virgin Records.

## Lista utworów
DVD: aMOTION
| Nr | Tytuł utworu                                                | Reżyseria                                | Długość |
| -- | ----------------------------------------------------------- | ---------------------------------------- | ------- |
| 1. | „Judith (Unedited)”                                         | David Fincher                            | 4:07    |
| 2. | „3 Libras”                                                  | Paul Hunter                              | 3:35    |
| 3. | „Weak And Powerless (Unedited)”                             | Brothers Strause                         | 3:20    |
| 4. | „The Outsider (Edited)”                                     | Mark Kohr, Steven Grasse                 | 4:11    |
| 5. | „Thinking Of You (Edited)”                                  | Steven Grasse                            | 4:40    |
| 6. | „Counting Bodies Like Sheep To The Rhythm Of The War Drums” | Nick Paparone, Paul Thiel, Steven Grasse | 6:01    |
| 7. | „Blue (Contest Winner)”                                     | Joseph Perez                             | 4:02    |
| 8. | „The Noose (Live)”                                          | Shane Metcalf                            | 5:48    |
| 9. | „Imagine”                                                   | Jerry Casale                             | 4:47    |
|    |                                                             |                                          | 40:31   |

DVD: aMOTION - Bonus Materials
| Nr | Tytuł utworu                    | Reżyseria                | Długość |
| -- | ------------------------------- | ------------------------ | ------- |
| 1. | „The Outsider (Director's Cut)” | Mark Khor, Steven Grasse | 6:46    |
|    |                                 |                          | 6:46    |

DVD: aMOTION - Bonus Materials: Contest Runner Up Videos
| Nr | Tytuł utworu | Reżyseria         | Długość |
| -- | ------------ | ----------------- | ------- |
| 1. | „Blue (A)”   | Gregoire Pinard   | 3:56    |
| 2. | „Blue (B)”   | Will Young        | 3:56    |
| 3. | „Blue (C)”   | Christopher Abbas | 3:56    |
|    |              |                   | 11:48   |

DVD: aMOTION - Bonus Materials: Bikini Bandits Trailers
| Nr | Tytuł utworu       | Reżyseria                 | Długość |
| -- | ------------------ | ------------------------- | ------- |
| 1. | „Experience”       | Steven Grasse             | 2:54    |
| 2. | „Save Christmas”   | Paul Thiel, Steven Grasse | 1:14    |
| 3. | „Sauvent Le Monde” | Steven Grasse             | 3:12    |
|    |                    |                           | 7:20    |

CD: rEMIXED
| Nr | Tytuł utworu                                  | Remix                                    | Długość |
| -- | --------------------------------------------- | ---------------------------------------- | ------- |
| 1. | „Judith” ("Renholder" Mix)                    | Danny Lohner, Joshua Eustis              | 4:25    |
| 2. | „3 Libras” ("Feel My Ice Dub" Mix)            | Danny Lohner                             | 4:28    |
| 3. | „The Outsider” ("Apocalypse" Mix)             | Danny Lohner, Joshua Eustis              | 5:28    |
| 4. | „Weak And Powerless” ("Tilling My Grave" Mix) | Danny Lohner, Joshua Eustis, Wes Borland | 3:05    |
| 5. | „The Outsider” ("Frosted Yogurt" Mix)         | Geoff Sanoff, James Iha                  | 4:08    |
| 6. | „Blue” ("Bird Shake" Mix)                     | Geoff Sanoff, James Iha                  | 3:57    |
| 7. | „3 Libras” ("All Main Courses" Mix)           | Massive Attack                           | 7:17    |
| 8. | „The Hollow” ("Constantly Consuming" Mix)     | Ken Andrews                              | 3:30    |
| 9. | „The Hollow” ("The Bunk" Mix)                 | Josh Abrahams, Troy                      | 3:12    |
|    |                                               |                                          | 39:30   |

## Listy sprzedaży
| Lista                           | Kraj              | Pozycja |
| ------------------------------- | ----------------- | ------- |
| Billboard 200                   | Stany Zjednoczone | 57      |
| Billboard 200. Top Music Videos | Stany Zjednoczone | 4       |

## Certyfikat
| Stany Zjednoczone (RIAA) | Tytułem | Status  | Sprzedaż |
| ------------------------ | ------- | ------- | -------- |
| Stany Zjednoczone (RIAA) | aMOTION | Platyna | 100 000+ |